# Diocèse de Lodève
Ne pas confondre avec l'actuel archidiocèse de Montpellier, Lodève, Béziers, Agde et Saint-Pons-de-Thomières.
Le diocèse de Lodève (en latin : Dioecesis Lotevensis) est un ancien diocèse de l'Église catholique en France. Il est un des diocèses historiques de l'ancienne province du Languedoc.

## Histoire
L'évêque était suffragant de l'archevêque métropolitain de Narbonne.
L'église cathédrale était Saint-Fulcran de Lodève.
Le diocèse est supprimé par la Constitution civile du clergé ainsi que par le concordat de 1801.
Depuis 1877, les évêques puis archevêques de Montpellier relèvent également du titre épiscopal d'évêque de Lodève.

## Territoire
Le diocèse comprenait cinquante-trois paroisses faisant cinquante communautés d'habitants : Arboras, Aubaignes-et-la-Vernède, Le Bosc, Brenas, Brignac-et-Cambous, Canet, Le Caular (ville), Celles, Ceyras, Clermont (ville), Lacoste, Le Cros, Fozières, La Garrigue, Jonquières, Lauroux, Lauzière, Liausson, Lodève (ville), Malavieille, Montpeyroux, Mourèze, Nébian, Olmet, Parlatges, Pégairolles-de-Buèges, Les Plans, Poujols, Le Puech-d'Albaigues, Les Rives, Salasc, Soumont, Sorbs, Soubès, Saint-André (ville), Saint-Étienne-de-Gourgas, Saint-Félix, Saint-Félix-de-l'Héras, Saint-Guilhem-le-Désert, Saint-Guiraud, Saint-Jean-de-Fos, Saint-Jean-de-la-Blaquière, Saint-Martin-de-Castries, Saint-Martin-de-Combes, Saint-Maurice, Saint-Michel, Saint-Pierre-de-la-Fage, Saint-Privat, Saint-Saturnin-de-Lucian, La Vacquerie, Lavalette, Usclas-du-Bosc et Villecun.

## Évêques de Lodève
- Liste des évêques de Lodève